# Reprezentacja Ghany U-17 w piłce nożnej mężczyzn
Reprezentacja Ghany U-17 w piłce nożnej jest juniorską reprezentacją Ghany, zgłaszaną przez GFA. Mogą w niej występować wyłącznie zawodnicy posiadający obywatelstwo ghańskie, urodzeni w Ghanie lub legitymujący się ghańskim pochodzeniem i którzy w momencie przeprowadzania imprezy docelowej (finałów Mistrzostw Afryki lub Mistrzostw Świata) nie przekroczyli 17. roku życia.

## Sukcesy
- Mistrzostwa Świata U-17:
  - 1. miejsce (2 razy): 1991, 1995
  - 2. miejsce (2 razy): 1993, 1997
  - 3. miejsce (1 raz): 1999
- Mistrzostwa Afryki U-17:
  - 1. miejsce (2 razy): 1995, 1999
  - 2. miejsce (1 raz): 2005
  - 3. miejsce (2 razy): 1997, 2007